# Olympische Jugend-Sommerspiele 2018/Teilnehmer (Aruba)
| Gelbes Symbol für Goldmedaillen mit stilisierten Olympischen Ringen | Graues Symbol für Silbermedaillen mit stilisierten Olympischen Ringen | Braundes Symbol für Bronzemedaillen mit stilisierten Olympischen Ringen |
| ------------------------------------------------------------------- | --------------------------------------------------------------------- | ----------------------------------------------------------------------- |
| —                                                                   | —                                                                     | —                                                                       |

Die Jugend-Olympiamannschaft aus Aruba für die III. Olympischen Jugend-Sommerspiele vom 6. bis 18. Oktober 2018 in Buenos Aires (Argentinien) bestand aus sieben Athleten.

## Athleten nach Sportarten

### Beachvolleyball
| Mädchen - Kayla Arends - Mali Rafini 17. Platz | Jungen - Rabiently Mercalina - Brian Howell 25. Platz |

### Schwimmen
Mädchen
- Anahi Schreuders
50 m Brust: 31. Platz
100 m Brust: 41. Platz

### Tennis
Jungen
- Patrick Sydow
Einzel: 1. Runde
Doppel: Viertelfinale (mit Nick Hardt  Dominikanische Republik)
Mixed: 1. Runde (mit Ana Makatsaria  Georgien)

### Triathlon
Jungen
- Giannon Eights
Einzel: 31. Platz
Mixed: 11. Platz (im Team Amerika 5)